# Compania Neagră
Compania Neagră (1984) (titlu original The Black Company) este primul roman al seriei lui Glen Cook Compania Neagră.

## Intriga
Actualul anjagator al Companiei Negre, Sindicul din Beril, pierde controlul asupra orașului său decadent în fața facțiunilor rivale. Așa se face că, atunci când Înrobitul numit Hoțul-de-Suflete îi oferă Companiei un contract în slujba Doamnei, Căpitanul acceptă, deși pentru a face asta e nevoit să-l omoare pe Sindic, pentru a pune capăt contractului cu el.
În timpul marșului către Nord, acolo unde se află imperiul Doamnei, Compania recrutează doi membri noi: Corbul - un om letal și lipsit de remușcări și Draga - o fetiță mută de nouă ani, salvată din mâinile soldaților Șchiopului, alt Înrobit. Înrobitul și Hoțul-de-Suflete sunt dușmnai de moarte și faptul că ultimul a angajat Compania, îl face pe primul un dușman al acesteia.
Compania pune stăpânire pe o importantă fortăreață rebelă, iar Șchiopul își trimite ajutorul său cel mai de preț, pe Colonelul Zouad, să restabilească ordinea. Hoțul-de-Suflete, ajutat de Schimbă-Formă, îl prind pe Colonel și îl folosesc pe post de momeală, pentru a-l atrage pe Șchiop într-o cursă, paralizându-l pe acesta din urmă cu ajutorul magiei și blocându-l sub o surpare de pământ. Deși Șchiopul nu e mort, întâmplarea îl încetinește și îi dă planurile peste cap pentru o vreme.
Următoarea țintă a Companiei este Desfrânatul. Vrăjitorii Companiei, împreună cu Hoțul-de-Suflete, pun la bătaie o comoară protejată de magie (conținând aur, argint și pietre prețioase) într-un oraș neutru din apropiere, ca recompensă pentru capul Înrobitului. Desfrânatul nu are de ales și este obligat să încerce să o fure înainte de a fi vânat de întreaga lume, dar este ucis de Corb și de Cobe, doi membri ai Companiei.
Compania se retrage și dă peste o tabără de antrenament a Rebelilor, unde găsesc o serie de hârtii care îi aparțin lui Șoaptă, cel mai puternic membru al Cercului și un geniu militar. Una dintre ele menționează o viitoare întâlnire cu Șchiopul, iar Hoțul-de-Suflete, Corbul și Cobe se folosesc de această informație pentru a-i prinde în ambuscadă. Capturați vii, ei sunt predați Doamnei; aceasta îl condamnă pe Șchiop la secole de tortură, iar pe Șoaptă o transformă în Înrobită, folosind magia învățată de la Dominator.
În luptele care urmează, Durul este omorât, dar îl ia cu el pe Spânzurat. Cercul suferă multe pierderi, dar asediază Turnul Doamnei. Compania reușește să îi captureze pe vrăjitorii Pană și Călătorie, slăbind mai mult forțele rebele, iar cei doi împărtășesc aceeași soartă ca și Șoaptă.
În bătălia Turnului, sfertului de milion de oameni ai Cercului Doamna îi opune doar douăzeci și unu de mii. Rebelii sunt încurajați de prezența pe cer a unei comete care, conform profețiilor, anunță căderea Doamnei. Compania și Înrobiții aflați de partea Doamnei fac minuni de vitejie, dar forțele rebele îi copleșesc. Abia atunci iese la iveală trădarea Hoțului-de-Suflete, care dorea să preia controlul odată ce Doamna avea să fie înfrântă, iar Rebelii slăbiți. Însă Doamna își făcuse și ea planul de a împuțina forțele rebele, de a scăpa de Înrobiții trădători și, cu această ocazie, de a-și ucide sora - Hoțul/Hoața-de-Suflete. Aceasta fuge, dar Doamna și Cobe o urmăresc și o ucid.
Rămași fără conducători și cu rândurile devastate de o ciumă violentă, rebelii sunt împrăștiați în cele din urmă. În confuzia creată, Corbul o ia pe Draga cu el și fuge, convins că fata este Trandafirul Alb din profeții, cea care, cândva, o va înfrunta pe Doamnă și va învinge Imperiul.

## Personaje

### Compania Neagră
- Cobe - doctorul și istoricul Companiei, din pespectiva căruia este narată acțiune
- Căpitanul - conducătorul Companiei Negre
- Locotenentul - al doilea om din Companie
- Tăcutul, Spiriduș, Tam-Tam și fratele său, Un-Ochi - vrăjitori cu un talent moderat, dar nu pe măsura Înrobiților
- Elmo - sergentul Companiei
- Otto și Hagop - vechi membri ai Companiei Negre
- Corbul - un recrut nou, dușman declarat al Șchiopului
  - Draga - o tânără salvată de Corb

### Imperiul
- Doamna - o femeie cu inima de gheață, care și-a ucis sora geamănă. Ca soție a Dominatorului a învățat cum le poate da putere propriilor vrăjitori
- Cei Zece Înrobiți
  - Hoțul/Hoața-de-Suflete, femeie - sora Doamnei, dușmană a Șchiopului, vrea să o detroneze pe Doamna
  - Schimbă-Formă', bărbat - primul Înrobit, își poate schimba forma în alți oameni sau în animale. Este cel mai apropiat aliat al Hoaței-de-Suflete și îl urăște pe Șchiop mai mult decât aceasta
  - Șchiopul, bărbat - un ucigaș lipsit de scrupule
  - Urlătorul, bărbat - o creatură mică, recunoscută pentru urletele sale periodice
  - 'Vestitorul/Vestitoarea Furtunii, femeie - o Înrobită capabilă să creeze furtuni
  - Roade-Oase, bărbat - un Înrobit înalt de opt picioare, foarte puternic
  - Spânzuratul, bărbat - un Înrobit supranumit și Gât-Strâmb
  - Mușcă-Lună, sex necunoscut
  - Târâtor-prin-Noapte, sex necunoscut
  - Nenumitul, bărbat

## Opinii critice
Steven Erikson consideră că această carte "a schimbat pentru totdeauna literatura fantasy", în timp ce Steven Wu o caracterizează ca "lentă și pe alocuri copleșitor de întunecată". 
La începutul recenziei sale, Graeme Flory pune o serie de întrebări prin intermediul cărora realizează o radiografie perfectă a cărții: "Când ați citit Stăpânul inelelor, v-ați întrebat vreodată dacă orcii stau și ei în jurul focului de tabără și recită poezii de-ale elfilor (așa cum par să o facă membrii Frăției)? Dați afirmativ din cap atunci când cineva vă spune că e nevoie de un stăpân rău pentru a pune lucrurile în mișcare? V-ați întrebat vreodată ce fac cu adevărat mercenarii?". În aceeași notă, Dave Cesarano remarcă faptul că autorul "cercetează inimile și sufletele acelor forțe față de care cititorul obișnuit de fantasy este contra, făcându-l să le aclame".